# اشورک (سرده)
اشورک، گیش برگ (نام علمی: Rhazya) نام یک سرده از تیره خرزهره‌ایان است.